# Daily Naya Diganta
Le Daily Naya Diganta (bengali : দৈনিক নয়া দিগন্ত Doinik Noya Digonto) est un quotidien en bengali publié au Bangladesh depuis 2004.

## Histoire
Le Daily Naya Diganta fait partie de la Diganta Media Corporation, qui appartenait à Mir Quasem Ali (en), un politicien de Jamaat-e-Islami du Bangladesh. La chaîne de télévision Diganta TV est une entreprise sœur du journalet est lancée en août 2008. 
Alamgir Mohiuddin est le rédacteur en chef de Naya Diganta. En janvier 2012, celui-ci est mis en garde pour avoir déformé une déclaration du témoin de l'accusation devant le Tribunal pénal international. Le 17 juin 2012, le président du holding Mir Quasem Ali estarrêté par le Bataillon d'action rapide pour crimes de guerre pendant la guerre de libération du Bangladesh en 1971,. Il est reconnu coupable et condamné à mort par le Tribunal pénal international. Le ministre de l'Information du Bangladesh, Hasanul Haq Inu, accuse alors le journal de faire de la propagande contre le Tribunal pénal international.
Un tribunal de grande instance de Dacca a poursuivi en justice le rédacteur en chef pour propos diffamants concernant l'affaire de diffamation du prophète Mahomet et une autre affaire a été classée pour diffamation de Sheikh Mujibur Rahman contre l'éditeur du Daily Naya Diganta. Une faction de l'union des journalistes de Dacca (DUJ) a expulsé de ses unités des journalistes du Daily Sangram, Naya Diganta, Weekly Sonar Bangla et de Diganta Television, car ces maisons de presse sont dirigées par Jamaat-e-Islami et Islami Chhatra Shibir. Selon le communiqué de presse de la DUJ du 29 novembre 2015, il était indiqué que les quatre organes de presse étaient dirigés par des personnes accusées de crimes contre l'humanité et la DUJ estime qu'il est non seulement contraire à l'éthique, mais aussi à l'esprit de la guerre de libération du Bangladesh de les garder comme membres.